# El Medineño
El Medineño är en ort i Mexiko.   Den ligger i kommunen Tequila och delstaten Jalisco, i den centrala delen av landet, 500 km väster om huvudstaden Mexico City. El Medineño ligger 1 254 meter över havet och antalet invånare är 625.
Terrängen runt El Medineño är varierad. Runt El Medineño är det ganska tätbefolkat, med 83 invånare per kvadratkilometer. Närmaste större samhälle är Tequila, 6,1 km väster om El Medineño. I omgivningarna runt El Medineño växer huvudsakligen savannskog.